# Nápolyi dal

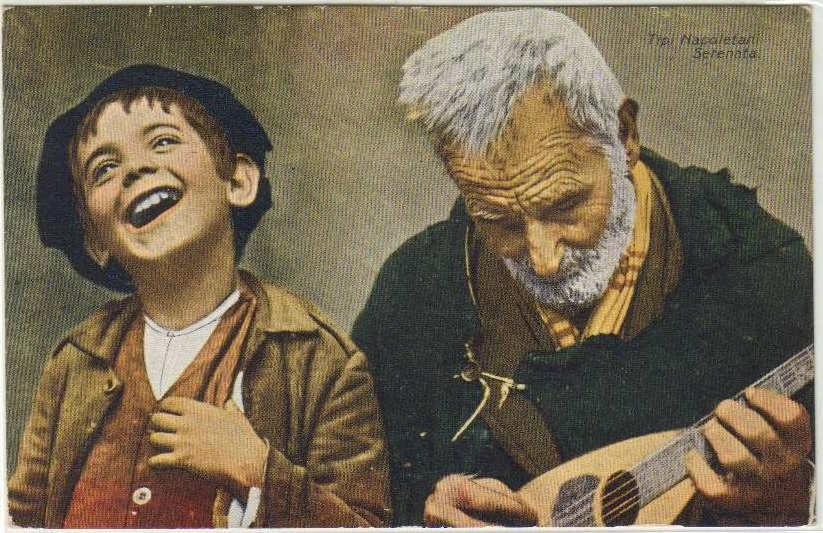
Régi levelezőlap

A nápolyi dal (canzone napoletana) Nápoly városából eredő és az egész világon népszerűvé vált műdal típus. Az olasz nyelv nápolyi dialektusán férfiak éneklik.
A legenda szerint Orpheusz a mostani Nápoly környékén járt egyszer. Elbűvölte a nápolyi öböl látványa, a tenger, a Vezúv. A boldogságtól elaludt. Ekkor a habokból gyönyörű nőalak bukkant elő: Partenopé nimfa, aki az alvó Orfeuszba beleszeretett. Nászukból született meg a nápolyi dal.
Neves operaszerzők is írtak nápolyi dalt, mint például Puccini, Paisiello, Rossini, Donizetti, Bellini stb.
1880-ban a Vezúvig vezető drótkötélpálya megépülését Luigi Denza egy dallal köszöntötte: Funiculì, Funiculà. Ettől számítható a nápolyi dal nemzetközi népszerűsége, ami mind a mai napig tart. A Sorrentói emlék, az O, sole mio és sok más dal örökzölddé vált, világsztár énekesek tűzték, tűzik egyiket-másikat műsorukra.

## Híres dalok
- Canzone amalfitana
- Come faccette mammetta
- Dicitencello vuje
- Funiculì, Funiculà
- Indifferentemente
- Lazarella
- Luna Caprese
- Luna rossa
- Malafemmena
- Mare verde
- Marechiare
- María, Marí
- Na’ sera e’ maggio
- ’O Marenariello
- ’O paese d'o sole
- ’O Sarracino
- ’O sole mio
- ’O surdato ’nnammurato
- Passione
- Reginella
- Rose rosse
- Santa Lucia
- Te voglio bene assaje
- Tiempe belle
- Torna a Surriento (Sorrentói emlék) *Pavarotti: Torna a Surriento, 1982.
- Voce e notte
- Luna mezzo mare